# Arxiu Nacional de Suècia
Els Arxius Nacionals de Suècia (en suec: Riksarkivet, RA) és l'arxiu oficial del govern suec i és responsable de la gestió dels registres de les autoritats públiques de Suècia. Encara que els arxius funcionen principalment com a arxiu governamental, també conserva alguns documents de particulars i organitzacions privades. La missió dels arxius és recollir i preservar documents per a les generacions futures.

## Organització
Els Arxius Nacionals de Suècia són una autoritat administrativa estatal, organitzada sota el Ministeri de Cultura. El cap de l'Arxiu Nacional, conegut com a Riksarkivarie en suec, treballa al costat del personal responsable de les qüestions estratègiques i de la coordinació i desenvolupament generals. Actualment el càrrec l'ocupa Karin Åström Iko.
L'estructura de l'organització es divideix en cinc departaments: Departament Regional, Departament Nacional, Departament de Conservació i Infraestructura Digital, Departament de Gestió de la Informació Pública i Departament Administratiu. El departament regional inclou els arxius regionals (Landsarkiven) situats a set ciutats: Göteborg, Härnösand, Lund, Uppsala, Vadsterna, Visby i Östersund. El Departament Nacional inclou la subseu principal Marieburg a Estocolm, Arninge situada al nord d'Estocolm, i altres arxius que s'han incorporat als Arxius Nacionals, inclosos els Arxius Militars i la Junta d'Heràldica.